# علینقی کاشانی
علینقی کاشانی (۱۲۶۳–۱۳۵۱ شمسی) معروف به حاج میرزا علینقی کاشانچی، فرزند محمدحسین، تاجر، بازرگان و نخستین رئیس هیئت امنای مرکز اسلامی هامبورگ و عضو هیئت‌رئیسه اتاق بازرگانی تهران بوده است.

## زندگی
علینقی کاشانی فرزند محمدحسین در سال ۱۲۶۳ در خانواده‌ای مؤمن و مذهبی در شهر کاشان چشم به جهان گشود. او به تبعیت از پدر و عموی خود به تجارت روی آورد. 
وی در مجلس مؤسسان نخست ایران عضویت داشت و از حوزه کاشان به مجلس مؤسسان راه یافت. 

میرزا علینقی کاشانچی دارای سه فرزند دختر و سه فرزند پسر بود. یکی از پسران او با نام علی کاشانچی نیز در اتاق تجارت تهران عضویت داشت. 
دختر او با نام نصرت‌الملوک کاشانچی اولین زن پزشک قانونی و بنیانگذار بیمارستان بازرگانان بوده است که با کمک پدرش و همراهی تعدادی از تجار و بازرگانان عضو اتاق بازرگانی تهران اقدام به تأسیس این بیمارستان نمود. 
محمد جواد ظریف، وزیر امور خارجه پیشین ایران، نوه دختری حاج علینقی کاشانی است.

## تجارت
میرزا علینقی کاشانچی در سال ۱۳۲۶ شرکت علینقی کاشانچی و شرکا را به ثبت رسانده است و از طریق این شرکت به تجارت با کشورهای خارجی اشتغال داشت. تجارتخانه حاج میرزا علینقی کاشانچی در سرای حاج میرزاعلی در بازار قرار داشت و در دوره‌های ابتدایی انتخابات اتاق تجارت به عنوان محا رأی‌گیری درنظر گرفته می‌شد. 
کاشانچی از واردکنندکنندگان ماشین فیات به ایران بود. سابقه واردات فیات به سال ۱۳۱۴ برمی‌گردد. پس از جنگ جهانی دوم و با ورود به دهه ۱۳۳۰ شمسی حاج علینقی کاشانچی با تأسیس شرکت کاوش، نمایندگی واردات آن را به دست آورد و در خیابان بوذرجمهری خیابان ۱۵ خرداد نمایندگی خود را تأسیس و به واردات مدل‌‏های گوناگون از جمله سری ۶۰۰ و ۱۱۰۰ اقدام کرد.
این مدل‏ها با بازاریابی مناسب نماینده ایرانی، مورد استقبال خریداران قرار گرفتند و زمانی که به صورت عمده، به ناوگان تاکسیرانی تهران تحویل داده شدند، در اوج محبوبیت بودند. 
محل نمایندگی، بعدها به دروازه دولت مقابل پمپ بنزین شماره ۶ منتقل گردید و کوچه‌‏ای که نمایندگی در آن قرار داشت به همین مناسبت کوچه فیات نام گرفت. اما خانواده کاشانچی برنامه‌‏های بزرگ‏‌تری برای فیات در ایران داشتند و با بهره‏‌گیری از قانون حمایت از سرمایه‏‌گذاری‏های خارجی که در آن دوران به تصویب رسیده بود، توانستند کارخانه مادر را به راه‌اندازی خط تولید در ایران قانع کنند.
این کارخانه که سایکا نام گرفت، توسط فرزندان میرزا علینقی کاشانچی یعنی حسن و علی کاشانچی و با سرمایه ۹/۳ میلیون تومانی در زمینی نسبتاً کوچک بنا شد و در بعدازظهر روز ۲۵ اردیبهشت ماه ۱۳۴۰ مراسم افتتاح فیات در جاده تهران نو (دماوند فعلی) برپا گردید. 

## کارخانه نساجی پارس
حاج علینقی کاشانی در دوره پهلوی اول کارخانه‌ای در سمنان با نام کارخانه نساجی پارس تأسیس کرد که در سال ۱۳۱۱ در این کارخانه بین ۱۵۰۰ تا ۲۰۰۰ نفر اشتغال به کار ریسندگی داشتند.
این شرکت در سال ۱۳۷۹ به‌عنوان یکی از آثار ملی ایران به ثبت رسید.
حاج علینقی به همراه برادر خود، محمد پورکاشانی در شرکت تضامنی «حاج میرزا علینقی و محمد برادران کاشانی» به مدت ۵۰ سال فعالیت‌های تجارتی و تولیدی انجام می‌دادند و به‌خاطر کارهای عام‌المنفعه خود در زمان جنگ جهانی دوم در شمار معتمدین بنام بازار تهران به‌شمار می‌رفتند. شرکت تضامنی کاشانی نیز فعالیت‌های تجارتی گسترده‌ای در زمینه واردات ماشین‌آلات صنعتی از کشورهای اروپایی انجام می‌داد.
وی همچنین صاحب تحارتخانه امیر در تهران و سالیان بسیاری عضو هیئت‌مدیره اتاق بازرگانی تهران بود.
مدرسه‌سازی
حاج علینقی در امور خیر و کمک به مردم حسن شهرت داشت و بنیاد نیکوکاری حاج علینقی کاشانی را تأسیس کرد. کاشانچی یکی از خیرین مدرسه‌ساز در شهر کاشان بود که از سال ۱۳۴۰ تا ۱۳۵۱ اقدام به تأسیس ۵ باب دبستان ۶ کلاسه در کاشان و اطراف آن نمود که به اسم دبستان کاشانچی نامگذاری شدند. 
مرکز اسلامی هامبورگ
وی به برادر خود که در آلمان زندگی می‌کرد پیشنهاد داد تا مسجدی در شهر هامبورگ ساخته شود. در سال ۱۳۳۲ برابر با ۱۹۵۳ میلادی، جلسه‌ای با حضور ایرانیان مقیم هامبورگ در هتل آتلانتیک کمپینسکی این شهر برگزار و گفت‌وگوهایی پیرامون لزوم تشکیل هسته مرکزی اسلامی و بنای مسجدی برای ایرانیان هامبورگ انجام گرفت. پیشنهاد ساخت مسجد با آیت‌الله بروجردی در میان گذاشته شد و ایشان موافقت خود را با این پیشنهاد اعلام نمود.
همچنین به پیشنهاد حاج علینقی کاشانی جهت رفاه حال مسلمانان، یک کشتارگاه جهت ذبح اسلامی و همچنین غسالخانه در شهر هامبورگ ساخته شد که خود وی نیز در این کار مشارکت داشت.
حاج علینقی کاشانی در سال ۱۳۵۱ در ۸۸ سالگی درگذشت و در مقبره خانوادگی در قم به خاک سپرده شد.